# Artéria pudenda interna
A artéria pudenda interna é ramo terminal da divisão anterior da artéria ilíaca interna, fornecendo vascularização para a genitália externa. É menor nas mulheres que nos homens.
Após emergir da divisão anterior da artéria ilíaca interna, corre para a parede lateral da pelve, saindo da cavidade pélvica pelo forame isquiático maior, inferiormente ao músculo piriforme, de modo a entrar na região glútea. Após isso, curva-se ao redor do ligamento sacroespinhal para adentrar o períneo através do forame isquiático menor.

## Ramos
A artéria pudenda interna dá os seguintes ramos:
| Nas mulheres                  | Nos homens                  | Descrição                                          |
| ----------------------------- | --------------------------- | -------------------------------------------------- |
| Artéria retal inferior        | Artéria retal inferior      | para o canal anal                                  |
| Artéria perineal              | Artéria perineal            | irriga o músculo transverso superficial do períneo |
| Ramos labiais posteriores     | Ramos escrotais posteriores | -                                                  |
| Artéria do bulbo do vestíbulo | Artéria do bulbo do pênis   | irriga o bulbo do vestíbulo/pênis                  |
| Artéria dorsal do clitóris    | Artéria dorsal do pênis     | -                                                  |
| Artéria profunda do clitóris  | Artéria profunda do pênis   | para o corpo cavernoso do pênis                    |

A artéria profunda do clitóris é um ramo da artéria pudenda interna e irriga o crus clitoris (crura). Outro ramo da artéria pudenda interna é a artéria dorsal do clitóris.
Algumas fontes consideram a artéria uretral um ramo direto da artéria pudenda interna, enquanto outras a consideram um ramo da artéria perineal.
Nos homens, a artéria pudenda interna também origina as artérias perfurantes do pênis.